# 松阪市立西中学校
松阪市立西中学校（まつさかしりつにしちゅうがっこう）は三重県松阪市の市立学校。

## 校区
※は、一部の番地で学区（校区）が異なる。
- 松阪市立松江小学校校区
- 松阪市立伊勢寺小学校校区
- 松阪市立阿坂小学校校区
- 松阪市立松尾小学校平成町校区[2]

## 児童数
2024年5月1日現在の児童数は371人である。2024年5月1日現在の児童数は12学級である。

## 出身者
- 上山紘輝（陸上選手）